# Biserica Sfântul Arhanghel Mihail din Praga
Biserica „Sfântul Arhanghel Mihail” de pe dealul Petřín (în cehă Chrám svatého archanděla Michaela/Karpatský pravoslavný chrám
svatého archanděla Michala), cunoscută, de asemenea, ca Biserica Carpatică a Sf. Arhanghel Mihail, etc., a fost o biserică de lemn ortodoxă, inițial greco-catolică, tipică lemkiană, care a fost construită în 1625 (potrivit altor date în a doua jumătate a secolului al XVII-lea) în satul Velîki Lucikî de lângă orașul Muncaci, apoi vândută și strămutată în 1793 în satul Medvedivți. Ea a fost demontată în 1929 în Rusia Subcarpatică, apoi transportată și reconstruită în Parcul Kinský din cartierul Smíchov al districtului Praga 5. Biserica a ars în 28 octombrie 2020.

## Istoric

### Construcția bisericii și mutările ei

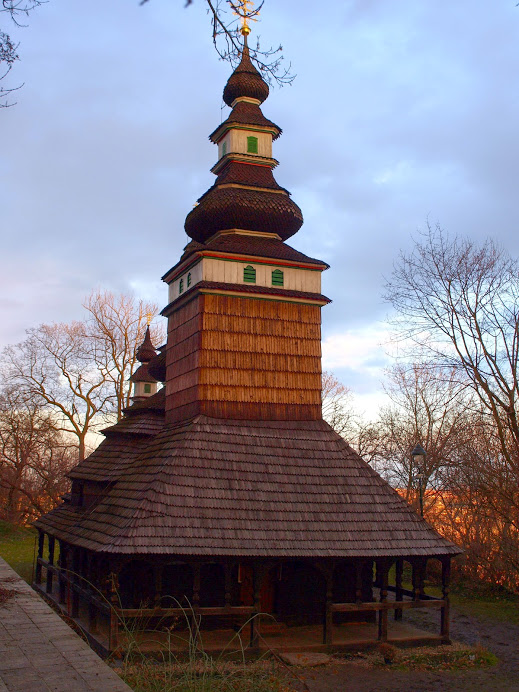
Spațiul de intrare în biserică

Biserica „Sf. Mihail” a fost construită în a doua jumătate a secolului al XVII-lea în Rusia Subcarpatică. În cursul timpului ea a fost complet dezasamblată, transportată și apoi reasamblată de două ori în forma sa originală. În anul 1793 locuitorii din satul Velîki Lucikî (în cehă Velké Loučky) au vândut-o satului mai mare și mai bogat Medvedivți (în cehă Medvedovce).
A doua mutare a avut loc în anul 1929, când localnicii ruteni din Medvedivți au donat biserica de lemn — o clădire populară tipică a regiunii carpatice Rusia Subcarpatică — Primăriei orașului Praga, care era atunci capitala statului (Rusia Subcarpatică, astăzi regiunea Transcarpatia a Ucrainei, a devenit parte a noului stat Cehoslovacia după Primul Război Mondial și împărțirea teritoriului Ungariei). Clădirea a fost demontată cu grijă, iar piesele individuale au fost numerotate și încărcate în patru vagoane feroviare special adaptate. Cheltuielile asociate acestei operațiuni au fost suportate de Muzeul Național din Praga, cu sprijinul Ministerului Culturii și Culturalizării al Republicii Cehoslovace. În total, costurile de transfer și de reasamblare a bisericii s-au ridicat la 130.617,70 coroane cehoslovace. Ceremonia de predare a bisericii către locuitorii orașului Praga a avut loc la 10 septembrie 1929 în prezența unor reprezentanți de frunte ai capitalei cehoslovace, a guvernatorului Rusiei Subcarpatice, dr. Anton Beskid, și a locuitorilor din Medvedovce îmbrăcați în costume populare. Biserica face parte din colecția secției de etnografie a Muzeului Național din Praga.
Edificiul religios a fost asamblat în Parcul Kinský de pe dealul Petřín și nu a fost împrejmuit. Biserica putea fi vizitată la cerere de toate persoanele interesate după contactarea prealabilă a administratorului ei.

### Folosirea bisericii în secolul al XXI-lea

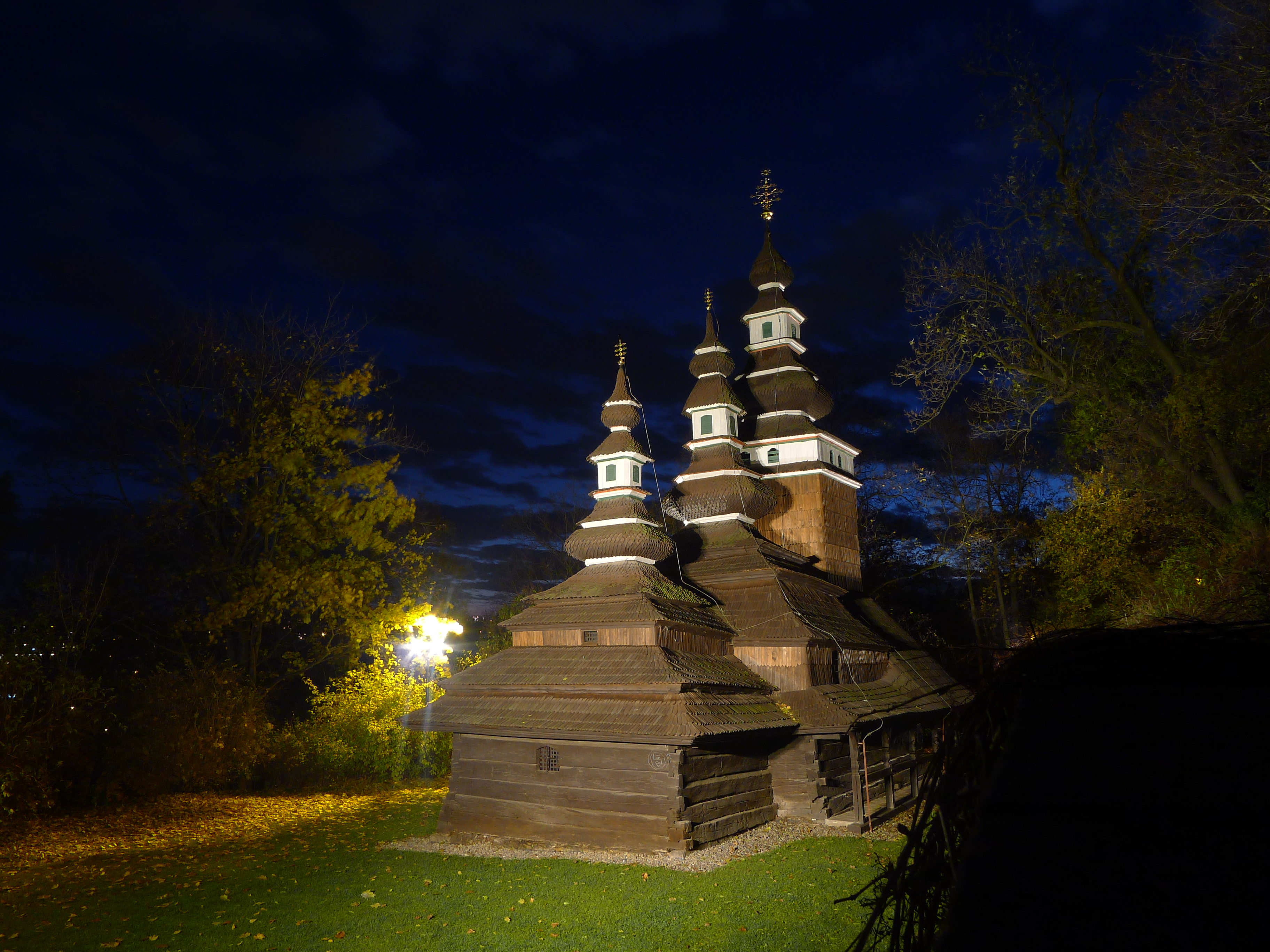
Biserica „Sf. Mihail” din Parcul Kinský

La începutul anului 2008 Biserica Ortodoxă a Ținuturilor Cehiei și Slovaciei a dat în folosință acest lăcaș de cult comunității ortodoxe române din Praga, păstorite de preotul Andrei Ioan Danciu (n. 1983). Parohia Ortodoxă Română din Praga a efectuat o serie de reparații pentru a o adapta la necesitățile de cult și i-a adăugat un al doilea hram, Binecredinciosul Voievod Ștefan Cel Mare și Sfânt, pe lângă hramul original, Sfântul Arhanghel Mihail.
Preotul Andrei Ioan Danciu a oficiat aici slujbe religioase pentru credincioșii ortodocși români din Praga de cinci ori pe săptămână, printre care și liturghii de două ori pe săptămână (duminica și luni). În afara slujbelor periodice, aici erau celebrate botezuri și cununii. Parohia ortodoxă română din Praga este frecventată de credincioșii români din România, Republica Moldova și Ucraina. La 4 noiembrie 2018, cu ocazia împlinirii a zece ani de la înființarea Parohiei Ortodoxe Române din Praga, a fost oficiată o slujbă solemnă în vechea biserică de lemn de către arhiepiscopul Timotei Seviciu al Aradului, împreună cu arhiepiscopul Michal Dandár de Praga și al Ținuturilor Cehe, cu participarea pr. paroh Andrei Danciu și a altor clerici.

### Incendiul din 2020

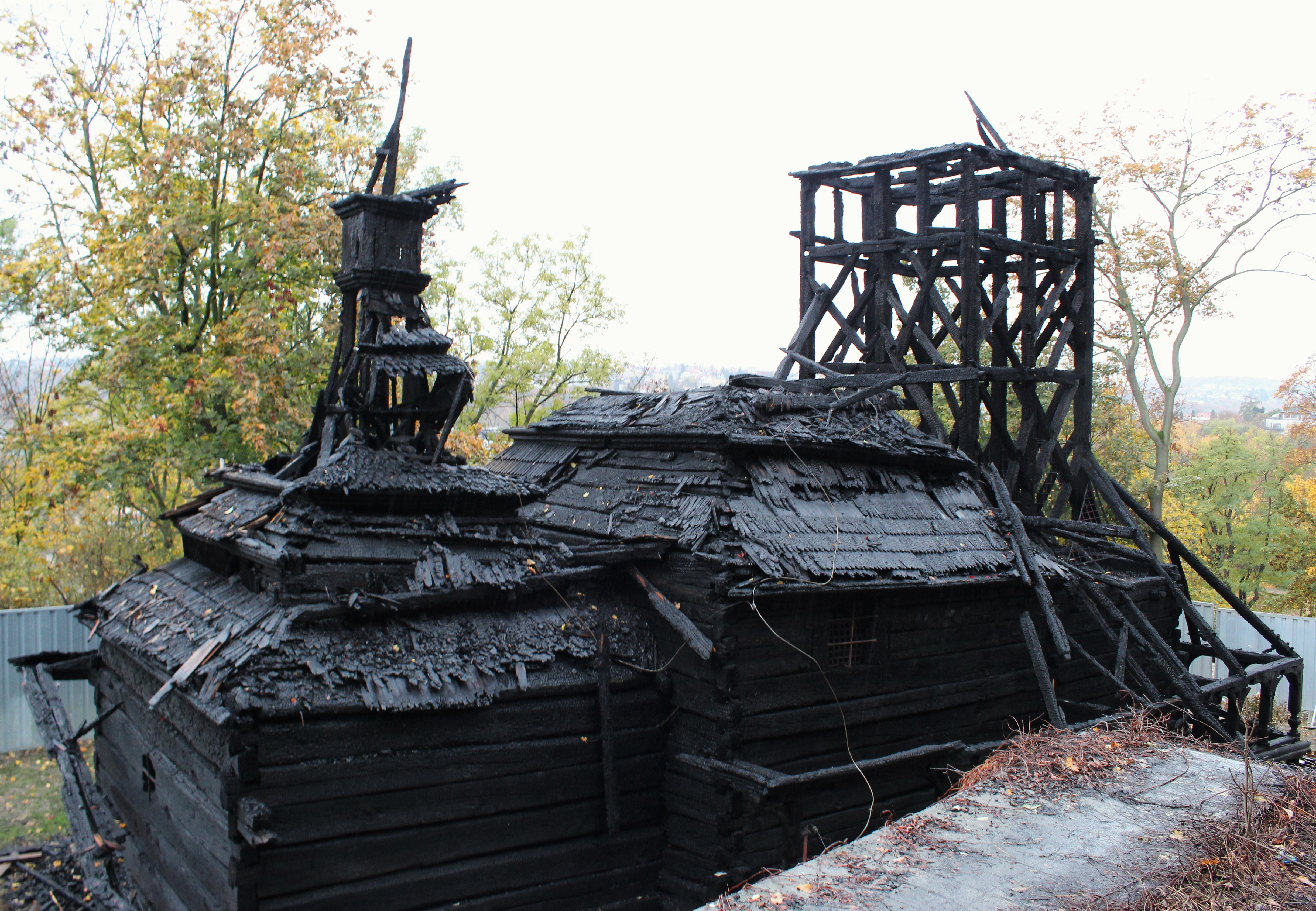
Starea bisericii în noiembrie 2020

În noaptea de 27 spre 28 octombrie 2020 a izbucnit un incendiu la această biserică. În ciuda eforturilor pompierilor din șase unități diferite, întreaga clădire a fost practic distrusă. Turla centrală, înaltă de peste 17 metri, s-a prăbușit și doar o parte din structura bisericii a rămas în picioare. Au ars mobilierul, icoanele și cărțile de cult din interiorul bisericii. Masa altarului și obiectele de cult aflate pe ea (antimisul, Evanghelia, două cruci de binecuvântare din lemn și două din metal, Liturghierul, cutiuța din Sfântul Chivot și Sfintele Daruri), precum și Sfintele Vase și acoperămintele, au rămas intacte.
Potrivit rezultatelor preliminare ale anchetei, incendiul a avut o cauză umană, fiind provocat probabil involuntar de oamenii străzii. Clădirea și obiectele din interior erau asigurate. Primăria orașului Praga, în calitate de proprietar, a anunțat că va reconstrui biserica și a inițiat o colectă publică care urmează să se desfășoare pe tot parcursul anului 2021. În noiembrie 2020, la o lună după inițierea colectei, au fost strânși aproximativ 20.000 de euro. Costurile de reconstrucție a bisericii au fost estimate la aproximativ 500.000 de euro.

## Arhitectura clădirii
Biserica a fost construită în stilul construcțiilor de lemn ale lemkienilor, înglobând, de asemenea, elemente de baroc rural. O trăsătură caracteristică a acestui stil este împărțirea planului bisericii în trei porțiuni aproximativ pătrate, deasupra cărora se înalță turnuri din lemn cu acoperișuri din șindrilă. Clădirea bisericii avea aproximativ 14 metri lungime și aproximativ 8 metri lățime. Cel mai înalt turn depășea 17 metri și acoperea spațiul destinat femeilor, care poartă numele „babinec” în folclorul ceh. Construcția a fost realizată integral din lemn, inclusiv cuiele.
Pentru decorarea turnurilor și a spațiului interiorului au fost folosite trei culori tipice ortodoxiei: alb, verde și roșu. Aceste culori simbolizează, în credința populară, cele trei virtuți creștine de bază: credința, nădejdea și dragostea.